# Eufemia bytomska
Eufemia (ur. między 1350/1352, zm. 26 sierpnia 1411) – druga córka księcia bytomskiego Bolesława i Małgorzaty, córki możnowładcy morawskiego Jarosława ze Šternberka. Obok oficjalnego imienia używała również jego zdrobniałej formy „Ofka”. Po śmierci ojca, będąc kilkuletnią dziewczynką, znalazła się wraz z siostrami pod opieką księcia cieszyńskiego Przemysława I Noszaka. Księżniczka bytomska była dwukrotną mężatką. W roku 1364 poślubiła Wacława, syna księcia niemodlińskiego Bolesława. Po rychłej śmierci pierwszego męża, która nastąpiła w czerwcu 1369 roku, wyszła ponownie za mąż za Bolka III, syna księcia ziębickiego Mikołaja Małego. Najprawdopodobniej drugie jej małżeństwo zostało zawarte na przełomie lat 1369/1370. Tylko z drugiego małżeństwa miała dzieci. Miejsce jej pochowania nie jest znane, jednak z pewnym prawdopodobieństwem można przypuszczać, że została pochowana w Henrykowie, gdzie rok wcześniej pochowano jej drugiego męża.